# 三角车
三角车（学名：Rinorea bengalensis）为堇菜科三角车属下的一个种。其种加词“bengalensis ”意为“孟加拉的”。
现接受名为三角车（Rinorea wallichiana (Hook.fil. & Thomson ex Hook.fil.) Kuntze, 1891）。